# Guy Lavorel
Pour les articles homonymes, voir Lavorel.
Guy Lavorel, né le 29 mai 1943 à Lyon, est un professeur de lettres ayant occupé le poste de président de l'université Jean-Moulin-Lyon-III de 2002 à 2007.

## Biographie
Il est fait chevalier de l'ordre national du Mérite en 2004.

## Titres et distinctions
- Chevalier de la Légion d'honneur (2004)
- Membre de l'Académie des sciences d'outre-mer (2013)